# Антитромбические препараты
Антитромботические средства — группа лекарственных препаратов, снижающих образование тромбов. Препараты могут быть использованы терапевтически для предотвращения (первичных, вторичных) или лечения опасных тромбов. 
Американский колледж пульмонологов (США) публикует клинические рекомендации для врачей по использованию этих препаратов для лечения и профилактики различных заболеваний.

## Виды антитромботических препаратов и их действие
Различные антитромботические препараты влияют на различные процессы свёртывания крови:
- Антиагреганты ограничивают миграцию или агрегацию тромбоцитов.
- Антикоагулянты ограничивают способность крови к свёртыванию.
- Тромболитические препараты действуют путём растворения тромбов после их образования.